# Joseph-Antoine-Charles Couderc
Joseph-Antoine-Charles Couderc (Tolosa, 10 marzo 1810 – Parigi, 16 aprile 1875) è stato un tenore e baritono francese, prominente sul palco dell'Opéra-Comique, dove interpretò e creò numerosi ruoli.

## Biografia
Couderc nacque a Tolosa, dove il padre aveva un negozio di fruttivendolo, nel quale lavorò egli stesso, finché Loius Benoit Alphonse Réevial (1810-1871), un tenore di Tolosa che già studiava al Conservatoire de Paris, lo convinse a intraprendere gli studi del canto e lo aiutò ad accedere al conservatorio, nel 1830. Dopo aver avuto Louis Nourrit come docente di canto, Coudrec debuttò nel 1834 con il ruolo di Rodolphe ne Le petit chaperon de rouge di Boieldieu, all'Opera-Comique. Per la compagnia creò numerosi personaggi tra il 1834 e il 1841 e riscosse grande ammirazione per le sue doti di recitazione. Tra il 1842 e il 1850 cantò in Belgio, per poi tornare all'Opera-Comique, dove rimase per il resto della sua carriera, con ruoli prima da tenore e successivamente da baritono.
Uno degli ultimi personaggi creati da Couderc fu quello di Baladon nel Vert-Vert di Jacques Offenbach, nel marzo 1869. Originariamente avrebbe dovuto interpretare il ruolo del Principe nella première del Fantasio di Offenbach nel 1870: le prove iniziarono a marzo, ma furono sospese quando scoppiò la guerra Franco-Prussiana, che causò la chiusura di tutti i teatri di Parigi; quando infine l'opera venne messa in scena, nel 1872, Couderc si era ritirato dal teatro. Negli ultimi anni della sua vita insegnò presso il Conservatorio di Parigi, città in cui morì all'età di 65 anni.

## Personaggi creati
Tra i personaggi creati da Couderc i più importanti sono:
- Daniel ne Le chalet di Adolphe Adam (1834)
- George ne L'éclair di Fromental Halévy (1835)
- Benedict ne L'ambassadrice di Daniel Auber (1836)
- Horace de Massarena ne Le domino noir di Daniel Auber (1837)
- Péricart ne Le duc de Guise di George Onslow (1837)
- Henrique de Sandoval ne Les diamants de la couronne di Daniel Auber (1841)
- Shakespeare in Le songe d'une nuit d'été di Ambroise Thomas (1850)
- Clifford ne Le nabab di Fromental Halévy (1835)
- Jean ne Les noces de Jeannette di Victor Massé (1853)
- Lanskoi ne La circassienne di Daniel Auber (1861)
- Laerte nel Mignon di Amboise Thomas (1866)
- Baladon nel Vert-Vert di Jacques Offenbach (1869)